# 里约热内卢
里約熱內盧（發音：[ˈʁi.u d(ʒi) ʒɐˈne(j)ɾu] ⓘ，意即“一月之河”），有時僅簡稱為里約（Rio），位於巴西東南部，為里約熱內盧州首府，也是巴西人口第二多的城市，仅次于圣保罗。面积1,256平方公里，人口674.7万人，整个都会区人口达1228万（2020年）。
里約熱內盧由葡萄牙人於1565年建立，最初是葡萄牙帝國的里約熱內盧都督所在地。後在1763年成為葡萄牙帝國的巴西州首府，在本土被拿破崙入侵後，葡萄牙王室於1808年遷往巴西，里約熱內盧成為葡萄牙女王玛丽亚一世的臨時首都所在地。隨後，她在她的兒子葡萄牙攝政王若昂六世的領導下，以皇帝委任的葡萄牙總督身分開始統治城市。1822年巴西獨立戰爭後，里約熱內盧成為巴西的首都，直至1960年4月21日遷都至巴西利亞為止。
里約熱內盧的GDP在全國排名第二，2008年位居世界第30位。估計約為3430億雷亞爾（近2010億美元）。里約同時也是巴西石油、淡水河谷公司和環球傳媒等多間跨國傳媒集團的總部，里約市內风景优美，以其自然環境、狂歡節、森巴舞、巴薩諾瓦等文化而聞名，每年吸引大量遊客到此觀光，市內的里約熱內盧港是世界三大天然良港之一，而里約熱內盧基督像也是世界新七大奇跡之一。2012年，該市的一部分被指定為世界遺產，命名為「里約熱內盧：從山到海之間的卡里奧卡景觀」。里约亦為第31届夏季奥运的主辦地，是第一座舉辦夏季奧運的南美洲城市。

## 历史

### 前殖民時期
里約熱內盧地區過去曾居住著圖皮人、普里人、博托庫多人和馬薩卡利人等原住民。

### 殖民時期

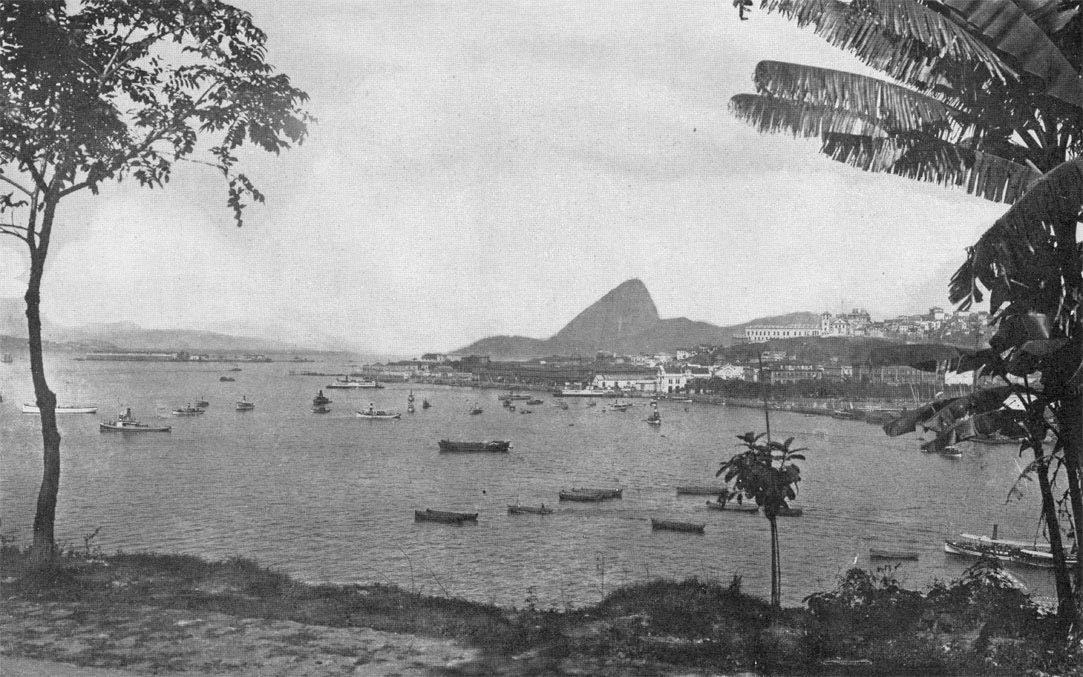
1919年里约热内卢沿岸

1502年1月1日，葡萄牙探險家佩德羅·阿爾瓦雷斯·卡布拉爾發現了現今城市的所在地瓜纳巴拉湾，並稱該處為Rio de Janeiro，即「一月之河」。当时他们认为海湾实际是河口。事实上，「河」是当时任何大面积水体的通称。當時此地的原住民為圖皮人（Tupi people）、普里人、博托库多人和马沙卡利人。
隨後法國也有船隊到來，设立他们走私巴西紅木的大本营。1555年，法国海军军官尼古拉·迪朗·德维尔盖尼翁帶領了600多名战士和殖民者，在海湾内靠近里约热内卢的Serigipe Island小岛上建立了第一个歐洲人殖民地，小岛上建有城堡命名为Fort Coligny，随后控制了附近一带。在大陆上也建起殖民地，以法国亨利二世之名命名为Henriville。这海湾的法国殖民地区，历史上称为「France Antarctique」。
1560年起，葡萄牙立意驱逐法国势力，摧毁了Fort Coligny但无法驱逐法国人。1565年3月1日，葡萄牙人建立里约热内卢城。经两年努力后，1567年成功完全驱逐法国。此後城市經常遭遇海盜及私掠船的攻擊，特别是法国海盗。也因此自16世紀起，葡萄牙人開始在此地，包括前述的Fort Coligny遗址上建筑一批城堡，用作防御和抵抗侵略者。  

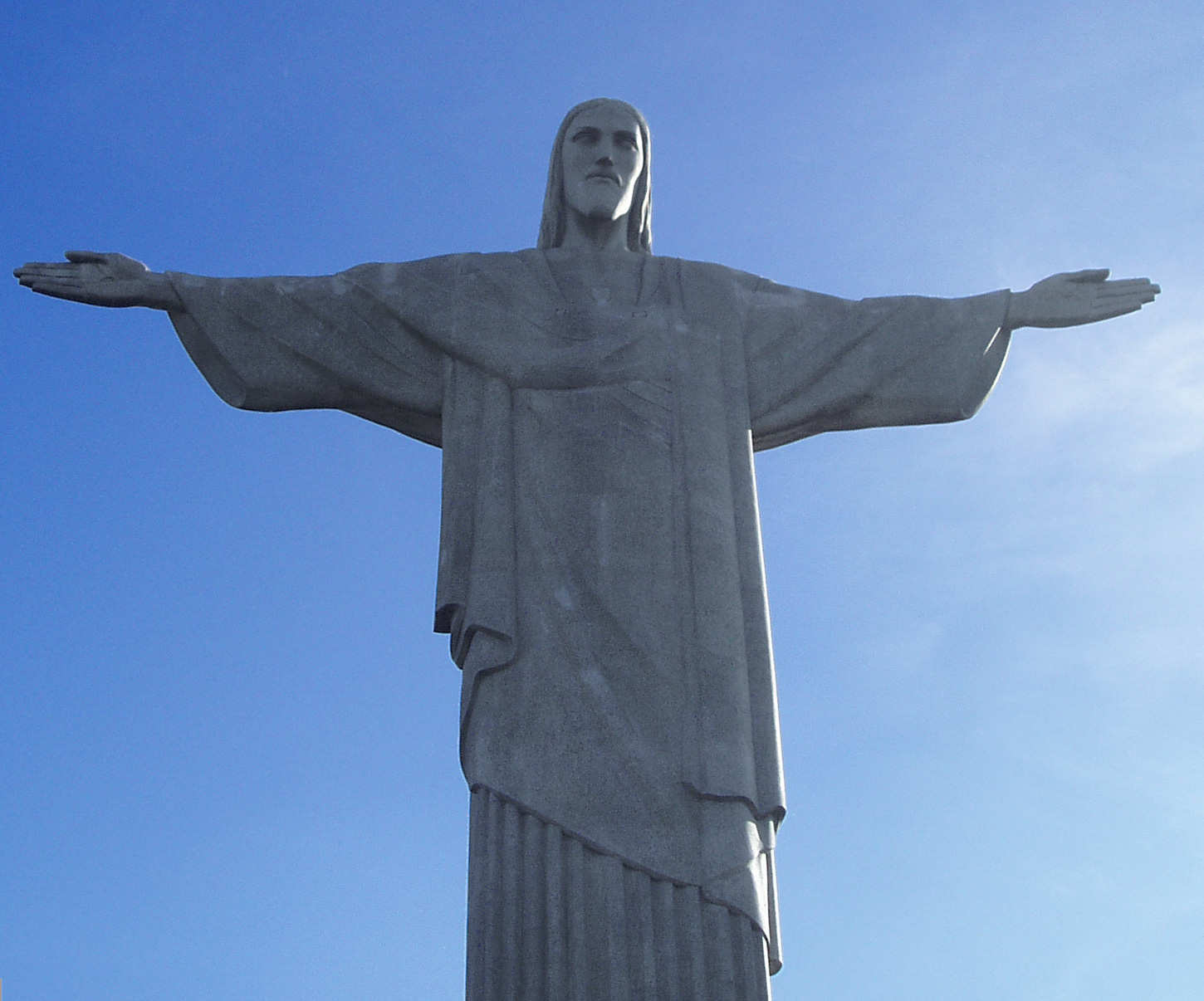
里约热内卢著名的耶稣基督像

在1720年後，葡萄牙人在巴西發現了黃金礦和鑽石礦。他們利用里約熱內盧作為港口，輸出黃金和鑽石至歐洲。1763年，葡萄牙的殖民地政治將行政權移到里約熱內盧。

### 葡萄牙王室和帝都
此城市繼續成為殖民地的首府，直到1808年為止。當時葡萄牙貴族及皇室害怕拿破崙入侵葡萄牙，乃逃亡到里約熱內盧。此地更成升格為葡萄牙首都，因此里約熱內盧是唯一一個歐洲國家在歐洲以外地區設立首都的城市，也是世界历史上仅有的几个殖民国迁往其殖民地的首都之一。那個時候，由於貴族突然遷徙，城市缺乏建設空間給予貴族居住。結果大量原居民被迫遷離，以留下空間予一眾葡萄牙貴族。

### 獨立後至今
1822年，佩德罗一世宣布巴西独立，他決定將里約熱內盧设為國家的首都，不過城市逐漸失去重要性，他將經濟和政治中心遷移到聖保羅。但當君主制倒臺，1889年改建巴西第一共和国，里約熱內盧仍是巴西的首都。也就在這時候，大量非洲人被運來里約熱內盧作為奴隸。在1840年，市內奴隸數目達到220,000人。

早年里約熱內盧人口都是集中於今日商業中心區一帶。直到20世紀早期，城市開始急速發展，市中心的重心开始向南和西转移。而在市內的海灘科帕卡瓦纳，也於19世纪30年代建成豪华酒店科帕卡巴纳皇宫饭店。此酒店在多年來，是派對的主要進行點。
早於1930年代，巴西政府已著手討論遷都的問題。1955年新上任的總統儒塞利諾·庫比契克還大力推行建設新首都。尽管有很多意见认为这只是基於选举作的舉動，但是庫比契克仍最終於1960年4月21日把首都遷入巴西利亞。

## 地理

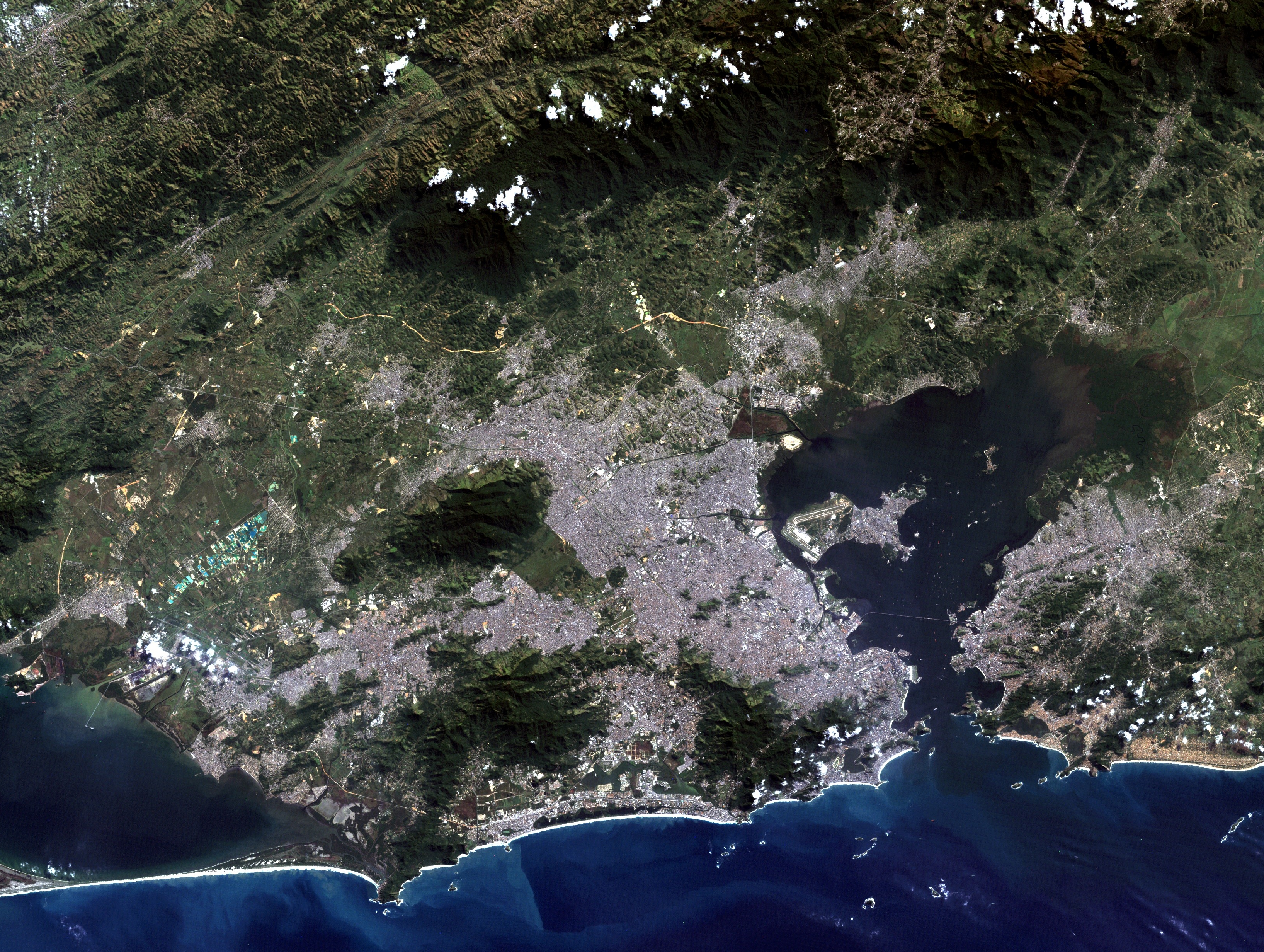
大里約熱內盧地區的衛星圖

里約熱內盧位於巴西大西洋沿岸地帶的最西部（位於格蘭德島以東的海峽、佛得角海岸和卡波弗里奧之間），靠近南回归线，海岸線從東向西。城市主要朝向南方，建在瓜納巴拉灣海岸的出口處。
市中心（Centro）是里約的核心位於瓜納巴拉灣西岸的平原上。城市向西北延伸的大部分地區通常被稱為北區（Zona Norte），位於由海洋和陸源沉積物組成的平原，以及丘陵和幾座山脈上。城市的南區 (Zona Sul) 則在到達公海邊緣處的海灘，與中部和北區被沿海山脈隔開。這些山脈和丘陵是西北部馬爾山脈的分支，是形成巴西高地南坡的古老山脈，由片麻岩與花崗岩構成，20世紀末，新的道路和隧道，能夠使南部地區的居民們更容易前往大西部地區（Zona Oeste），該地區長期被山區地形隔開。
里約熱內盧市的人口密度為1,182.3平方公里（456.5 平方英里），約為 6,000,000人。大都市區的人口估計為11-1350萬人。城市的居民被稱為卡里奧卡（Carioca）。城市的官方歌曲是作曲家安德烈·菲略編曲的“Cidade Maravilhosa ” 。

### 公園
里約熱內盧擁有世界上最大的城市森林蒂茹卡國家公園，和被聯合國教科文組織登記為環境遺產和生物保護區的公園和生態保護區：如佩德拉布蘭卡州立公園、美景公園、里約植物園、動物園、恩里克·拉格公園；還有美洲最古老的公園之一的公共公園，弗拉門戈公園是市內最大的公園和休閒區。從中心延伸到南部區域，除了大量植物外，周圍設施還包含博物館和紀念碑。

### 環境問題
由於近年來大都市區的開發，里約熱內盧面臨著嚴重的環境污染問題。瓜納巴拉灣失去了不少紅樹林地區，並遭受工業污水、油類和重金屬的殘留物所破壞。雖然水域在到達大海時會消散，但海灣是沿其河岸、河流和溪流的盆地依然受到嚴重的影響。此外城市空氣的顆粒物含量是世界衛生組織推薦值的兩倍，部分原因是大量車輛流通排放的廢氣。
塞佩蒂巴灣的水域沿著瓜納巴拉灣的軌跡緩慢移動，大約有129 萬居民產生的污水未經處理就排放到溪流或河流中。在工業污染方面，在國家政策監督下建造的聖克魯斯、伊塔瓜伊和新伊瓜蘇工業區的工廠，多年來曾在周圍水域傾倒含有高濃度重金屬（主要是鋅和鎘）的劇毒廢水，污水的非法排放導致藻類死亡，同時也因減少了水域的含氧量導致魚類死亡。
2008年，里約建立的公私合作夥伴關係對羅德里戈·弗雷塔斯潟湖進行了去污行動，以確保潟湖水域乾淨。

### 气候
里约热内卢属于夏雨型暖濕氣候，终年高温，一年中有干季与湿季，年降雨量在1500毫米左右。在5月到11月的干季，由于受副高或干燥信风带控制，气流干燥以下沉为主，不易形成降水；在12月到4月的雨季，由于受赤道低压带或赤道西風控制，降水丰富，降水类型多为对流雨。 
由於其地理條件，沿著海岸，吹向陸上和海上的微風緩和了溫度。該市經常有來自南極洲的冷鋒到達，特別是在秋季和冬季時導致天氣變化頻繁。夏季可能會有強降雨，在某些情況下會引發災難性的洪水和土石流。里約過去曾經歷過罕見的霜凍。一些地區偶爾會出現雪粒和冰粒、甚至冰雹。
由於該市強烈的季節性熱帶氣候，偶爾會發生乾旱。2014年至2015年的巴西乾旱影響了整個大都市區的供水來源。，此外里約各地區的溫度也會因海拔、與海岸的距離以及植被或土地利用類型而異。在冬季，冷鋒和早晨的海風會帶來溫和的溫度；而冷鋒、來自亞馬遜森林的熱帶輻合帶溫帶氣旋經常會帶來陣雨或風暴。因此，類似季風的氣候具有乾燥溫和的冬季和春季，以及非常潮濕和溫暖的夏季和秋季。
里約熱內盧是僅次於庫亞巴的巴西北部和東北部外，最熱的巴西首府；低於14 °C (57 °F) 的溫度每年都會發生，而低於11 °C (52 °F) 的溫度則較少機率發生。
| 里約熱內盧 (1961—1990)                                     | 里約熱內盧 (1961—1990) | 里約熱內盧 (1961—1990) | 里約熱內盧 (1961—1990) | 里約熱內盧 (1961—1990) | 里約熱內盧 (1961—1990) | 里約熱內盧 (1961—1990) | 里約熱內盧 (1961—1990) | 里約熱內盧 (1961—1990) | 里約熱內盧 (1961—1990) | 里約熱內盧 (1961—1990) | 里約熱內盧 (1961—1990) | 里約熱內盧 (1961—1990) | 里約熱內盧 (1961—1990) |
| 月份                                                       | 1月                    | 2月                    | 3月                    | 4月                    | 5月                    | 6月                    | 7月                    | 8月                    | 9月                    | 10月                   | 11月                   | 12月                   | 全年                   |
| ---------------------------------------------------------- | ---------------------- | ---------------------- | ---------------------- | ---------------------- | ---------------------- | ---------------------- | ---------------------- | ---------------------- | ---------------------- | ---------------------- | ---------------------- | ---------------------- | ---------------------- |
| 历史最高温 °C（°F）                                        | 40.9 (105.6)           | 41.8 (107.2)           | 41.0 (105.8)           | 39.3 (102.7)           | 36.3 (97.3)            | 35.9 (96.6)            | 34.9 (94.8)            | 38.9 (102.0)           | 40.6 (105.1)           | 42.8 (109.0)           | 40.5 (104.9)           | 43.2 (109.8)           | 43.2 (109.8)           |
| 平均高温 °C（°F）                                          | 30.2 (86.4)            | 30.2 (86.4)            | 29.4 (84.9)            | 27.8 (82.0)            | 26.4 (79.5)            | 25.2 (77.4)            | 25.0 (77.0)            | 25.5 (77.9)            | 25.4 (77.7)            | 26.0 (78.8)            | 27.4 (81.3)            | 28.6 (83.5)            | 27.3 (81.1)            |
| 日均气温 °C（°F）                                          | 26.3 (79.3)            | 26.6 (79.9)            | 26.0 (78.8)            | 24.4 (75.9)            | 22.8 (73.0)            | 21.8 (71.2)            | 21.3 (70.3)            | 21.8 (71.2)            | 22.2 (72.0)            | 22.9 (73.2)            | 24.0 (75.2)            | 25.3 (77.5)            | 23.8 (74.8)            |
| 平均低温 °C（°F）                                          | 23.3 (73.9)            | 23.5 (74.3)            | 23.3 (73.9)            | 21.9 (71.4)            | 20.4 (68.7)            | 18.7 (65.7)            | 18.4 (65.1)            | 18.9 (66.0)            | 19.2 (66.6)            | 20.2 (68.4)            | 21.4 (70.5)            | 22.4 (72.3)            | 21.0 (69.8)            |
| 历史最低温 °C（°F）                                        | 17.7 (63.9)            | 18.9 (66.0)            | 18.6 (65.5)            | 16.2 (61.2)            | 11.1 (52.0)            | 11.6 (52.9)            | 12.2 (54.0)            | 10.6 (51.1)            | 10.2 (50.4)            | 10.1 (50.2)            | 15.1 (59.2)            | 17.1 (62.8)            | 10.1 (50.2)            |
| 平均降雨量 mm（）                                          | 137.1 (5.40)           | 130.4 (5.13)           | 135.8 (5.35)           | 94.9 (3.74)            | 69.8 (2.75)            | 42.7 (1.68)            | 41.9 (1.65)            | 44.5 (1.75)            | 53.6 (2.11)            | 86.5 (3.41)            | 97.8 (3.85)            | 134.2 (5.28)           | 1,069.4 (42.10)        |
| 平均降雨天数（≥ 1 mm）                                     | 11                     | 7                      | 8                      | 9                      | 6                      | 6                      | 4                      | 5                      | 7                      | 9                      | 10                     | 11                     | 93                     |
| 平均相對濕度（％）                                         | 79                     | 79                     | 80                     | 80                     | 80                     | 79                     | 77                     | 77                     | 79                     | 80                     | 79                     | 80                     | 79.1                   |
| 月均日照時數                                               | 211.9                  | 201.3                  | 206.4                  | 181.0                  | 186.3                  | 175.1                  | 188.6                  | 184.8                  | 146.2                  | 152.1                  | 168.5                  | 179.6                  | 2,181.8                |
| 来源：Brazilian National Institute of Meteorology (INMET). |                        |                        |                        |                        |                        |                        |                        |                        |                        |                        |                        |                        |                        |

## 分区
| 西區 | 北區 | 南區 | 中央區 |

里約熱內盧行政區劃和地區劃分

一般而言，里約熱內盧區分為以下地區：旧市区、方便外國遊客旅遊、擁有世界著名海灘的南区、工廠集中的北區，以及新市鎮的西區。

### 市中心

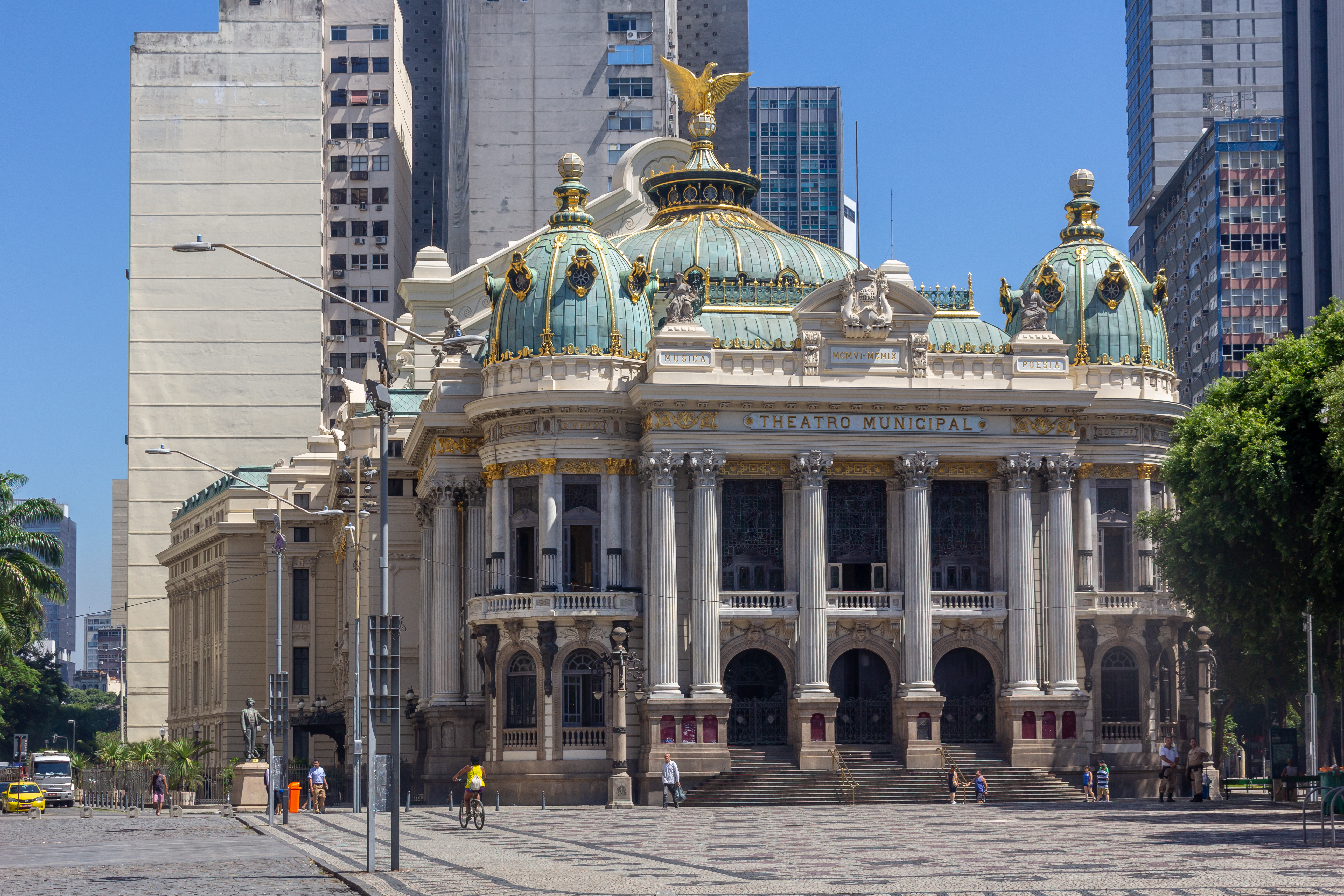
里约热内卢市立剧院，建於20世紀初，原是歌劇舞台，部分複製自巴黎歌劇院

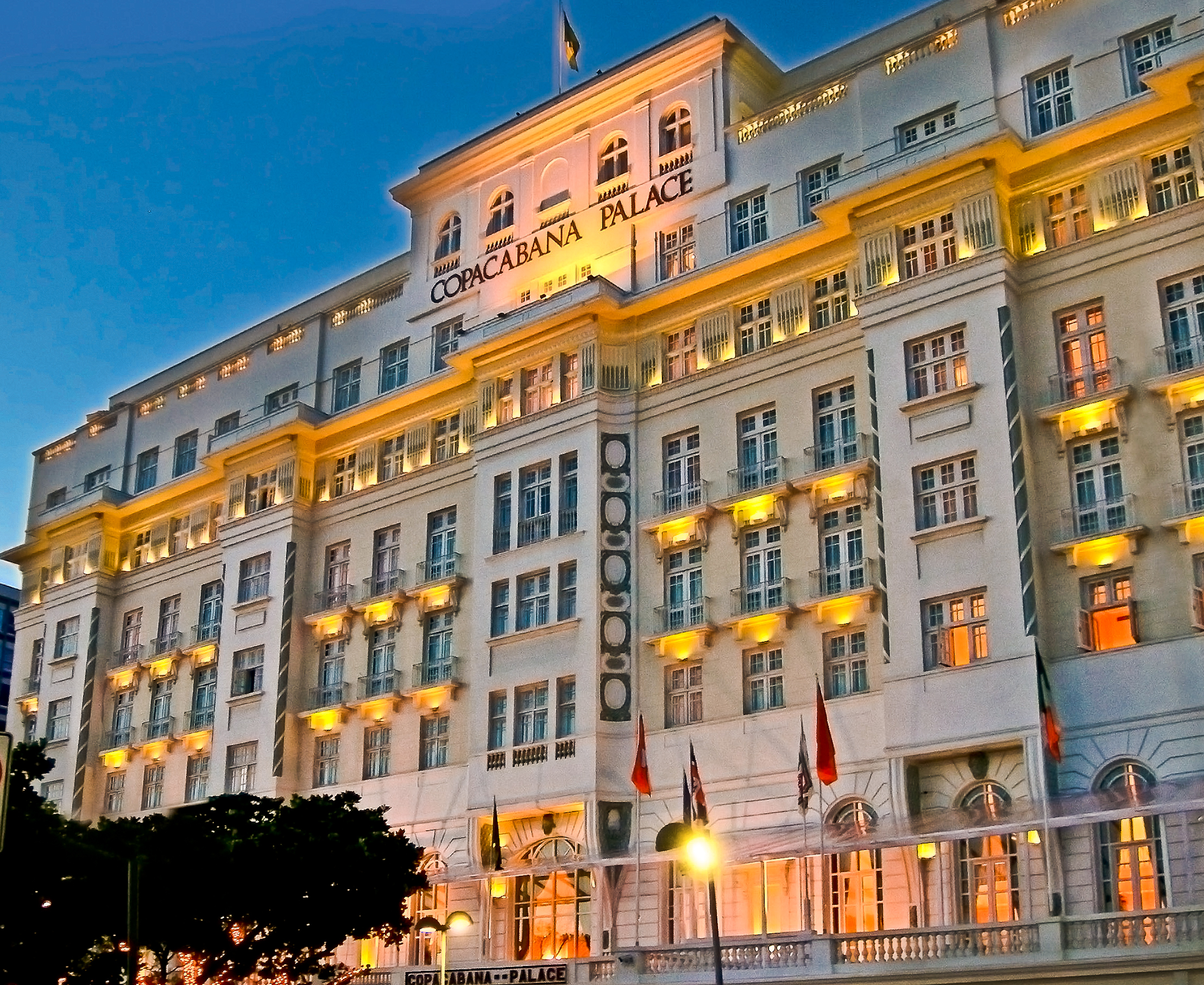
科帕卡瓦納宮，是里约热内卢最著名、最豪华的旅馆之一

市中心（也称旧市区）（Centro）是市內的金融中心與歷史核心。區內的名勝古蹟，包括了在葡萄牙殖民時期所建造，用作巴西總督官邸的里约热内卢皇宫；另有許多歷史悠久的教堂，諸如坎德拉里亚教堂（意即：黑聖母教堂）、老里約大教堂以及現代的里约热内卢主教座堂。在西尼蘭地亞廣場（意即：戲院廣場）附近有幾個屬於市內的知名地標，包含里约热内卢市立剧院和巴西國家圖書館。在博物館中，國立美術館與歷史博物館也最具代表性。
市中心是城市的商業心臟，最具規模的巴西公司在此設立總部，包括巴西石油及淡水河谷公司（其中兩家最具規模的巴西企業）。
2024年11月18日至19日，二十国集团（G20）领导人峰会将在巴西里约热内卢市（Rio de Janeiro）现代艺术博物馆举办。

### 南区

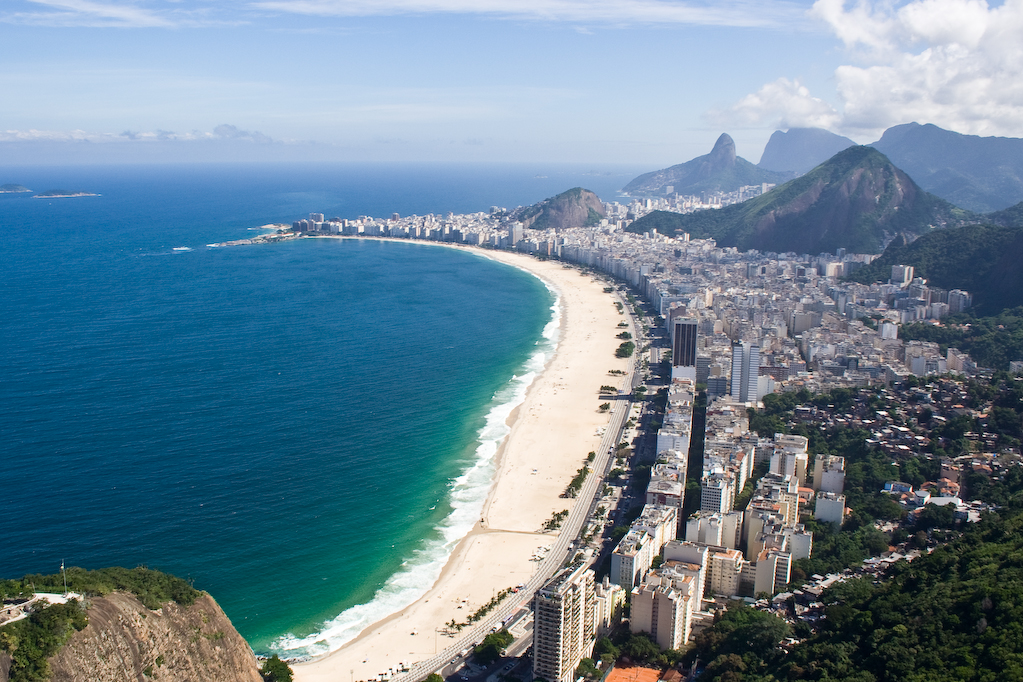
科帕卡巴納沙灘

里約熱內盧南區由幾個區域組成，包括圣康拉多、莱伯伦、伊帕内玛、Arpoador、科帕卡瓦纳和莱米，涵盖了里約熱內盧最著名的大西洋沙灘線。其他的地區还包括了博塔弗戈、弗拉门戈以及乌尔卡，邻接着瓜纳巴拉湾和拉各亚、Gávea、Jardim Botânico以及拉兰热拉斯，是這座城市最富有的區域，也是里約第一個葡萄牙居民點所在之處。塔糖山是南区的重要地標，遊客可以空中纜車系統到達山頂，遙望科爾科瓦多山的城市景觀，科帕卡巴纳是全世界最著名的海灘之一，海灘周圍設有酒店，餐館，酒吧，夜總會和住宅樓等設施，每年在科帕卡巴纳主办的新年派对“雷韦隆”（Reveillon）是全世界最精彩的派对之一，有超过两百万狂欢者涌入沙滩，观赏烟火表演。从2001年起，烟火改由船上发射，以增进烟火表演的安全性。
自1961年以來，世界上最大的城市森林佩德拉布蘭卡州立公園與蒂茹卡國家公園就位於南區附近的森林處，里約熱內盧天主教大學位於森林邊緣的加維亞區。2012年，CNN將伊帕內瑪海灘推選為世界上最好的城市海灘。另外巴西最大的貧民窟羅西尼亞也位於南區。

### 北區
北區是足球場馬拉簡拿球場所在地，曾是世界上容納觀眾最多的球場，能夠容納近199,000人，在1950年舉辦世界杯足球賽。到了現代因應球場的安全性，入場人數大幅減少，現時只能容納9萬5000名觀眾。馬拉簡拿是2007年泛美運動會与2016年奥林匹克运动会開幕禮及閉幕禮以及足球比賽舉行的地方。
除了馬拉卡納體育場，里約北部地區還有其他旅遊和歷史景點，如救世基督像、奥斯瓦尔多·克鲁兹基金会、圣克里斯托旺宫等設施，里约热内卢/加利昂-安东尼奥·卡洛斯·若比姆国际机场、里约热内卢联邦大学主校區和里約熱內盧州立大學也都在位於北區。北區也是里約熱內盧大部分桑巴舞學校的所在地，此外里大約1000個山地貧民窟都位於此區域。

### 西区
西區是里約熱內盧最新開發的地區。整區主要以高級住宅為主，但也有棚戶區。整個區域的規劃，乃類似於美國一些城市的市郊地區，但主要是高級的住宅大廈，吸引了一批富裕階層居住，並有豪華的購物中心。而沿海一帶則還有一些未開發的土地。位於此區域的佩德拉布蘭卡州立公園是世界上最大的城市州立公園，该區是2016年夏季奧運會的比賽場馆和奧運村所在地。

## 經濟

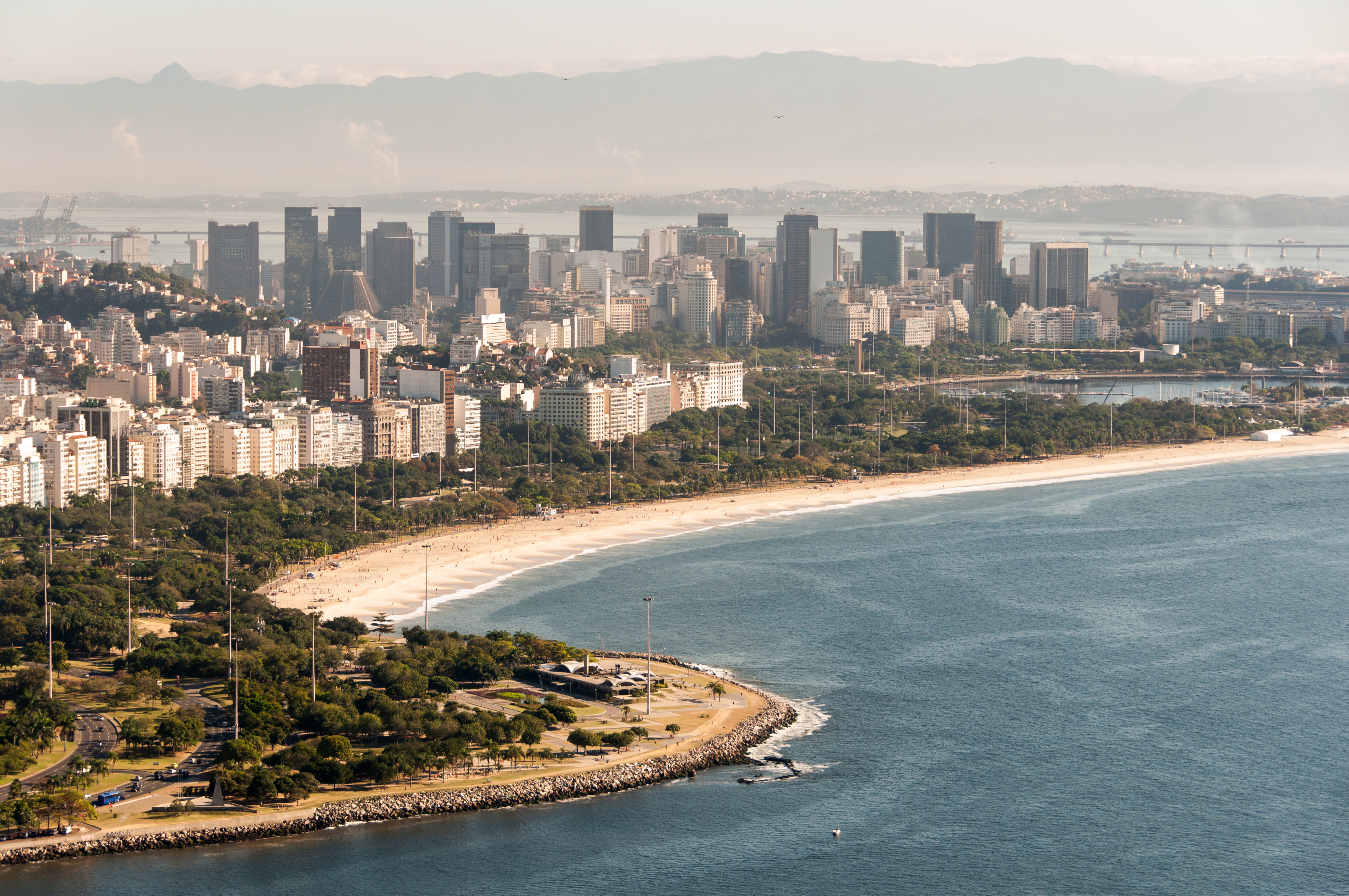
里約市中心，也是城市的金融區所在

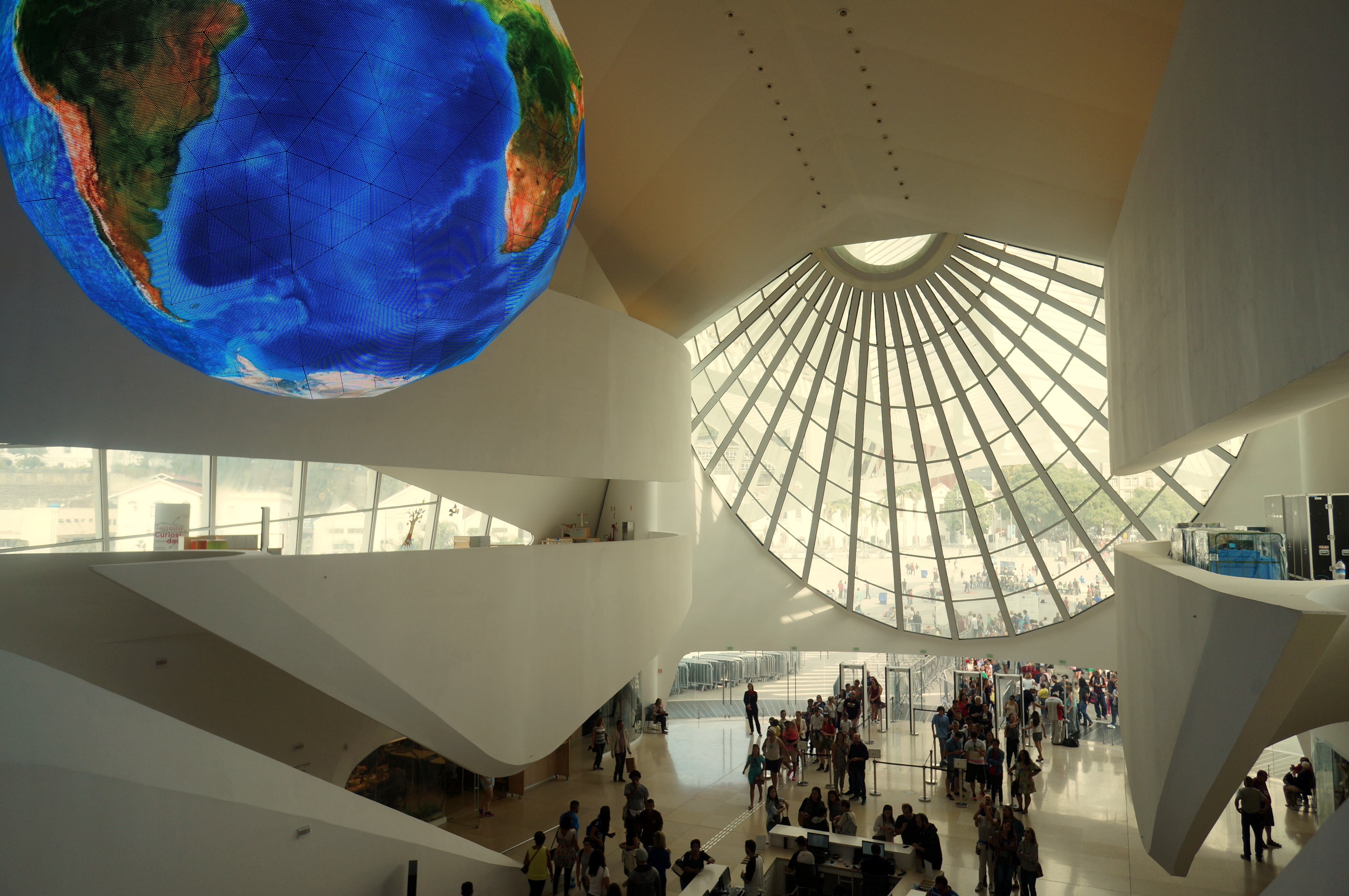
明天博物館

里約熱內盧的GDP位居巴西第二大，僅次於聖保羅。根據IBGE的數據，里約熱內盧在2008年約為2010億美元，相當於全國總額的 5.1%。根據IBGE於2008年10月發布的一項研究，考慮到大都市（覆蓋 11.3% 的人口）所施加的影響，這一比例導致里約的GDP上升到14.4%。
IBGE認為，大里約熱內盧地區的GDP為1870億美元，是巴西第二大國家金融中心。人均國內生產總值為11,786美元。它集中了該州68%的經濟實力和該國生產所有商品和服務的7.9%。服務業佔GDP的最大部分（65.5%），其次是商業（23.4%）、工業活動（11.1%）和農業（0.1%）。
得益於長期以來（1763-1960年）擁有的聯邦首都地位，里約熱內盧成為一個充滿活力的行政、金融、商業和文化中心。當里約還是巴西的首都時，就成為吸引公司開設總部的地方，因為社會和政府的重要部門都設在這個城市，即使他們的工廠位於其他城市或州份。該市被選為國有企業的總部，例如巴西石油、Eletrobras、巴西聯邦儲蓄銀行、國家經濟和社會發展銀行和淡水河谷公司（在1990年代私有化）。里約熱內盧證券交易所(BVRJ) 目前只交易政府證券，是1845年在巴西成立的第一家證券交易所。儘管1960年巴西將首都轉移到巴西利亞，但其中許多總部仍留在里約。
坎波斯盆地海上石油的勘探始於1968年，成為巴西石油生產的主要地點。這導致許多石油和天然氣公司也將總部設在里約熱內盧，例如殼牌、EBX集團和埃索的巴西分公司。多年來，里約一直是巴西的第二大工業中心，擁有煉油廠、造船業、鋼鐵、冶金、石化、水泥、製藥、紡織、加工食品和家具行業等設施。主要的國際製藥公司在里約也設有巴西總部，例如：默克集團、羅氏、艾睿、達羅、百特国际等公司。近年較成熟的行業為電子業。建築業也是一項重要活動，為大量非技術工人提供了重要的就業來源，並受到在大里約熱內盧地區建造公寓數量的推動。
里約是巴西重要的金融中心，業務量僅次於聖保羅。證券市場雖然相對於聖保羅的重要性有所下降，但仍然具有重要意義。近幾十年來，其經濟狀況發生了急劇變化，越來越成為巴西國家服務和商業的主要中心之一。該市是不少大型電信公司的總部，巴西主要的娛樂和媒體組織都設在里約熱內盧，旅遊和娛樂是該市經濟生活的主要產業。尤其是里約在當代也是巴西人和外國人的頂級旅遊勝地。

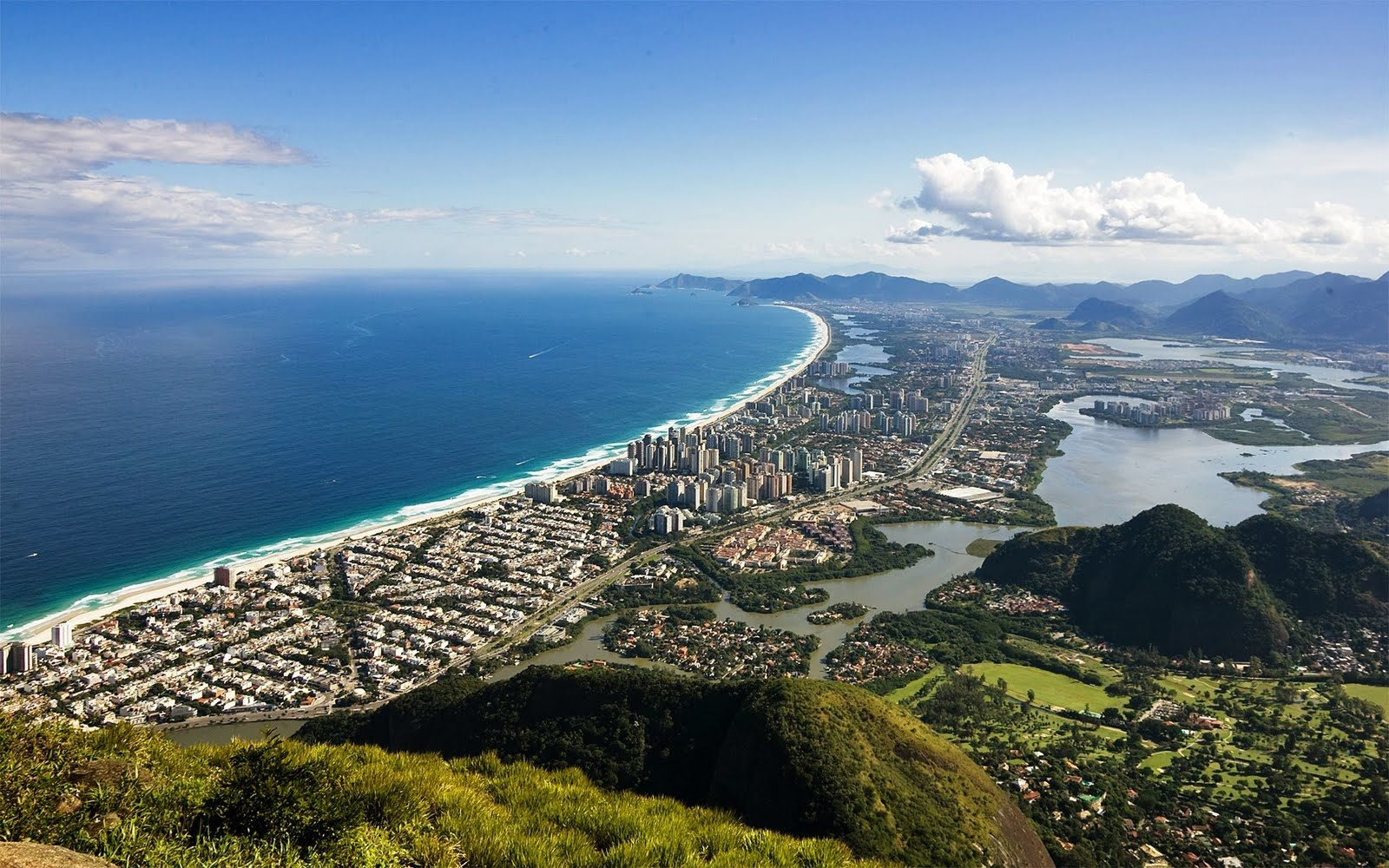
巴拉達蒂茹卡

為了吸引工業，州政府將城市郊區的某些區域指定為工業區，提供基礎設施並在特殊條件下進行土地出售。來自里約熱內盧州北部海岸油田的石油和天然氣，也是里約大都市區用於發展製造業活動的主要資產，使其能夠與其他主要城市競爭新的工業投資。由於靠近里約的港口設施，巴西的許多進出口公司都將總部設在該市。大里約熱內盧是巴西人均收入最高的地區之一，零售貿易規模巨大。許多最重要的零售店都位於市中心，但其他一些則分散在其他地區提供大量貿易的商業區，購物中心、超市和其他零售企業等。
截至2014年，里約熱內盧是巴西第二大出口城市。每年共出口價值7.49B (USD)的商品。該市出口前三位的商品是原油（40%）、半成品鐵產品（16%）和半成品鋼材（11%）。礦物產品 (42%) 和金屬 (29%) 的材料類別，佔里約熱內盧所有出口的71%。與其他城市相比，里約熱內盧的經濟規模位居巴西第二位，僅次於聖保羅， 2010年GDP為2019億雷亞爾，位居世界第30位。該市人均收入為2007年為22,903美元（約合14,630美元）。很大程度上由於當時巴西貨幣的強勢，美世的外籍員工生活成本城市排名報告稱，里約熱內盧在2011年世界上最昂貴的城市中排名第12位，僅次於聖保羅（排名第10），領先於倫敦、巴黎、米蘭和紐約。里約熱內盧的酒店價格在巴西也是最昂貴的，其五星級酒店的每日價格僅次於紐約，位居世界第二。

### 旅遊
里約熱內盧是巴西最主要的旅遊勝地和度假勝地。每年共接待約282萬國際遊客。這座城市擁有世界一流的酒店，如科帕卡瓦纳宫、大約80公里的海灘以及著名的科爾科瓦多、舒格洛夫山脈和馬拉卡納體育場。雖然該市過去曾擁有蓬勃發展的旅遊業，但該行業在20世紀最後一個季度進入衰退期。1985年至1993年間，每年的國際機場到達人數從621,000人次下降到378,000 人次，酒店平均入住率下降到50%。首都遷至巴西利亞及聖保羅的興起被認為是里約衰退的主要原因。
此後，里約熱內盧政府致力於實現城市經濟現代化，減少長期的社會不平等，並提高其商業地位，已作為旅遊業復興計劃的一部分。目前，這座城市是全球重要的LGBT旅遊目的地，每年共有100萬LGBT遊客到訪里約。里約熱內盧是世界旅遊大獎中南美“最佳目的地”類別中獲獎最多的地區。

## 社会問題

位於巴西里約熱內盧最大的貧民窟羅西尼亞的夜景，後方是兩兄弟山，攝於2014年6月

里约热内卢是一个贫富对比鲜明的城市。尽管该市无疑属于世界主要大都市之一，该市650万居民中却有高达15%的人居住条件恶劣。穷人区中条件最差的贫民窟称为“favela”，拥挤在山坡上，在那里不容易建造牢固的建筑，遇到暴雨时经常发生事故。贫民窟地区还有毒品犯罪、集体斗殴、警察暴力、缺乏卫生设施等各种社会问题。
里约热内卢贫民窟的独特之处在于它们距离富人区非常之近。上流社会的社区伊帕內瑪和科帕卡瓦纳夹在海滩和群山之间，而山上就是穷人区所在。

## 文化
里約熱內盧是巴西的主要文化中心。它的歷史古蹟包括建於16世紀至19世紀的教堂和建築，以及融合了20世紀現代建築的設計。里約多年來一直是葡萄牙皇室的故鄉和首都，因此在地的建築物深受著葡萄牙、英國和法國建築的影響。最為著名的自然景觀為山海之間的卡里奧克景觀，能夠從山上著名的基督雕像遙望瓜納巴拉灣附近的山丘。與其說是建築遺址，此地區更為一個特殊的城市景觀，從蒂茹卡國家公園山上的最高點一路向下直到大海，激發對於里約城市的塑造和發展自然要素。
2012年7月1日，根據第36屆世界遺產委員會，聯合國教科文組織以「里約熱內盧：山海之間的卡里奧克景觀」名義將此帶列入《世界遺產名錄》。

### 設施
里約有許多重要的文化地標，如巴西國家圖書館，它是世界上最大的圖書館之一，藏書總量超過900萬件、市政劇院、巴西國家博物館、卡門米蘭達博物館、里約熱內盧植物園；拉格公、美景公园、里约热内卢皇宫、巴西文学院、里約熱內盧現代藝術博物館和自然歷史博物館等文化設施。
里約也是匯集巴西影視媒體的製作中心。里約熱內盧國際電影節自1999年以來每年舉辦一次。以里約熱內盧為背景的主要國際電影包括《半熟米飯》；詹姆士·龐德系列電影《太空城》，獲得奧斯卡最佳外語片提名之《中央車站》，以及1959年《黑色俄耳甫斯》，描繪里約熱內盧的黑暗面為背景主題，其他國際知名的巴西電影包括《精銳部隊》和《無法無天》。
里約設有許多重要的文化地標，如國家圖書館（Biblioteca Nacional），它是世界上最大的圖書館之一，藏書總量超過900萬件；其他著名的設施為市政劇院、國家美術館、卡門米蘭達博物館、里約熱內盧植物園、拉格公園、金塔達博阿維斯塔、帝國廣場、巴西文學院、里約熱內盧現代藝術博物館和自然歷史博物館等。

### 种族
里约热内卢的大部分人口属于葡萄牙人后裔，也有很多人是非洲人后裔，或葡萄牙人与黑人的混血。该市其他重要的族裔还有德国裔、意大利裔、西班牙裔、阿拉伯裔、犹太人、韩国裔、日本裔以及印第安人。
人口构成中，白人占56%，混血种占32.3%，黑人占11.4%，亚洲裔和印第安人各占0.1%。

### 文化活动

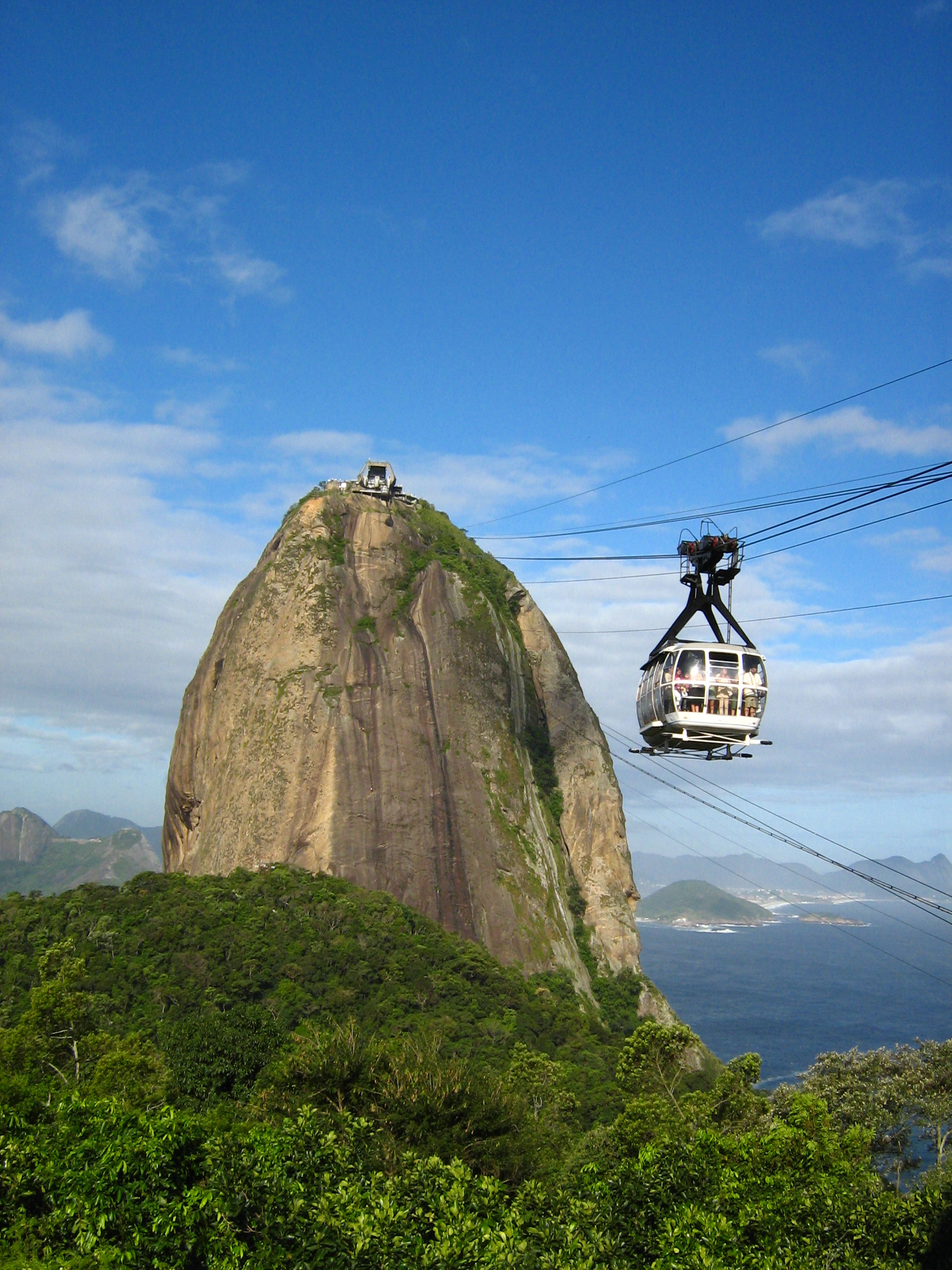
塔糖山（Pão de Açucar）

里约热内卢是南美洲最大的城市之一，但该市更为知名的是它一年中举行的各种各样的文化庆典活动，其中最著名的就是狂欢节，在传统的天主教四旬斋禁食期的两周之前举行。
届时来自世界各地的人来到里约热内卢参与并见证这次狂欢。狂欢节意味着大量的人群、美食、色彩，当然还有桑巴舞。狂欢节的庆祝结束于“Mardi Gras”星期二。
除了狂欢节，新年也是里约热内卢的一个重要节日，届时会举办几场音乐会，并且在全市燃放焰火，规模最大的焰火在科巴卡巴那海滩。人们穿着白色的衣服，一些人还用跳舞祭祀叶玛亚。

### 体育
里约热内卢曾主办2007年泛美运动会。其他知名的比賽是MotoGP巴西大獎賽及世界沙灘排球錦標賽決賽。Jacarepaguá曾是一級方程式賽車1978年-1990年賽站巴西大獎賽以及是1996-1999年Champ Car賽事舉行地點。里約熱內盧曾申辦2012年夏季奧林匹克運動會，但申辦失敗。2006年9月16日，城市宣布申辦2016年夏季奧林匹克運動會，最後於2009年10月2日獲選為主辦城市，成为了第一个举办奥运会的南美洲国家。

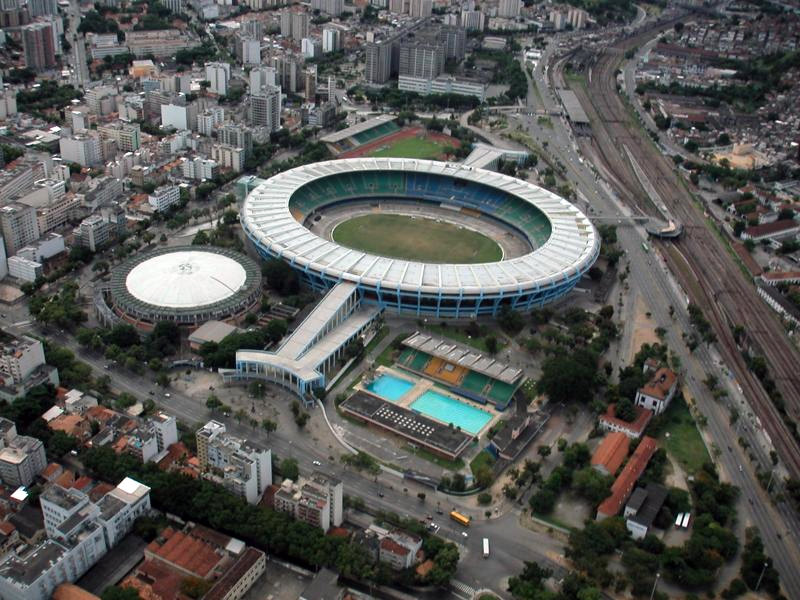
馬拉簡拿運動場

體育是受歡迎的娛樂之一。最受歡迎運動是足球。里約熱內盧是四隊巴西傳統勁旅的根據地，保地花高、法林明高、富明尼斯以及華斯高。
其他受歡迎運動包括沙灘足球、沙灘排球、籃球、滑浪、風箏衝浪、悬挂式滑翔、賽車、巴西柔術。
里約熱內盧亦是攀石者的天堂，市內有數百個攀爬點。
釣魚是巴西普及的活動。在里約熱內盧，有一道地方可以找到很多巴西銅魚，又名為peixe de cobre。不少市集售賣peixes de cobre，牠們為巴西人日常主要食物。

## 交通
市內還有兩個港口接載乘客（里約熱內盧及Sepetiba港）。

### 机场
里約熱內盧內有五個機場。

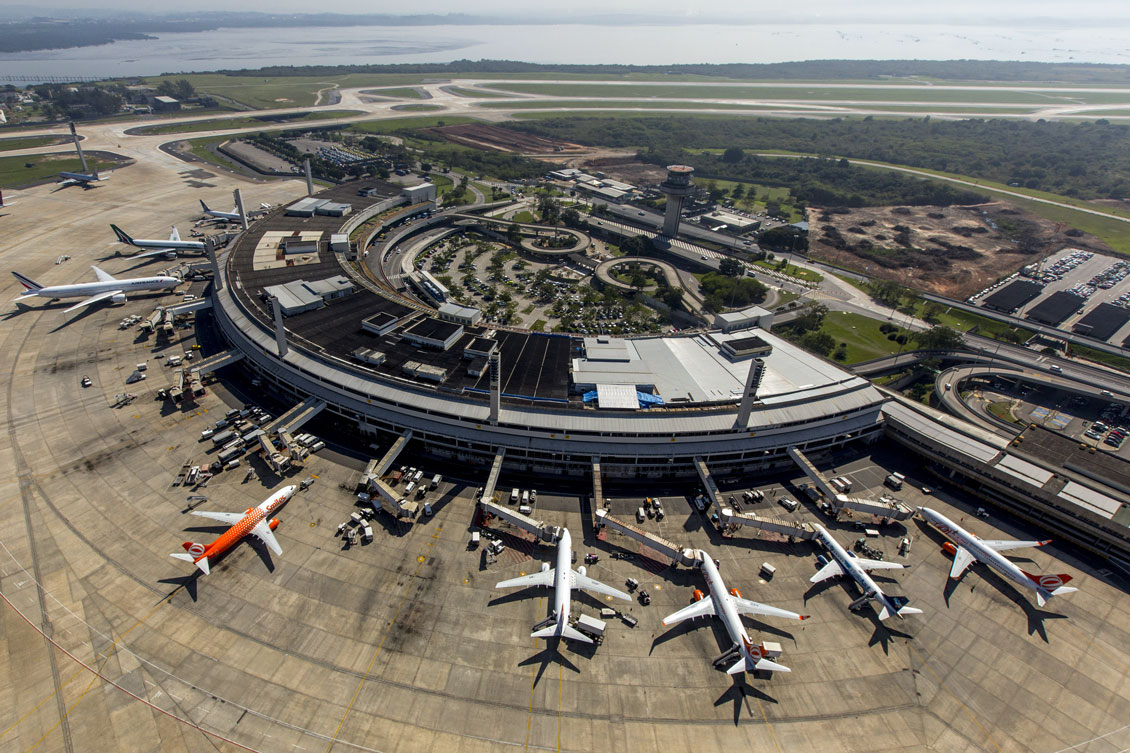
里約熱內盧-加利昂國際機場

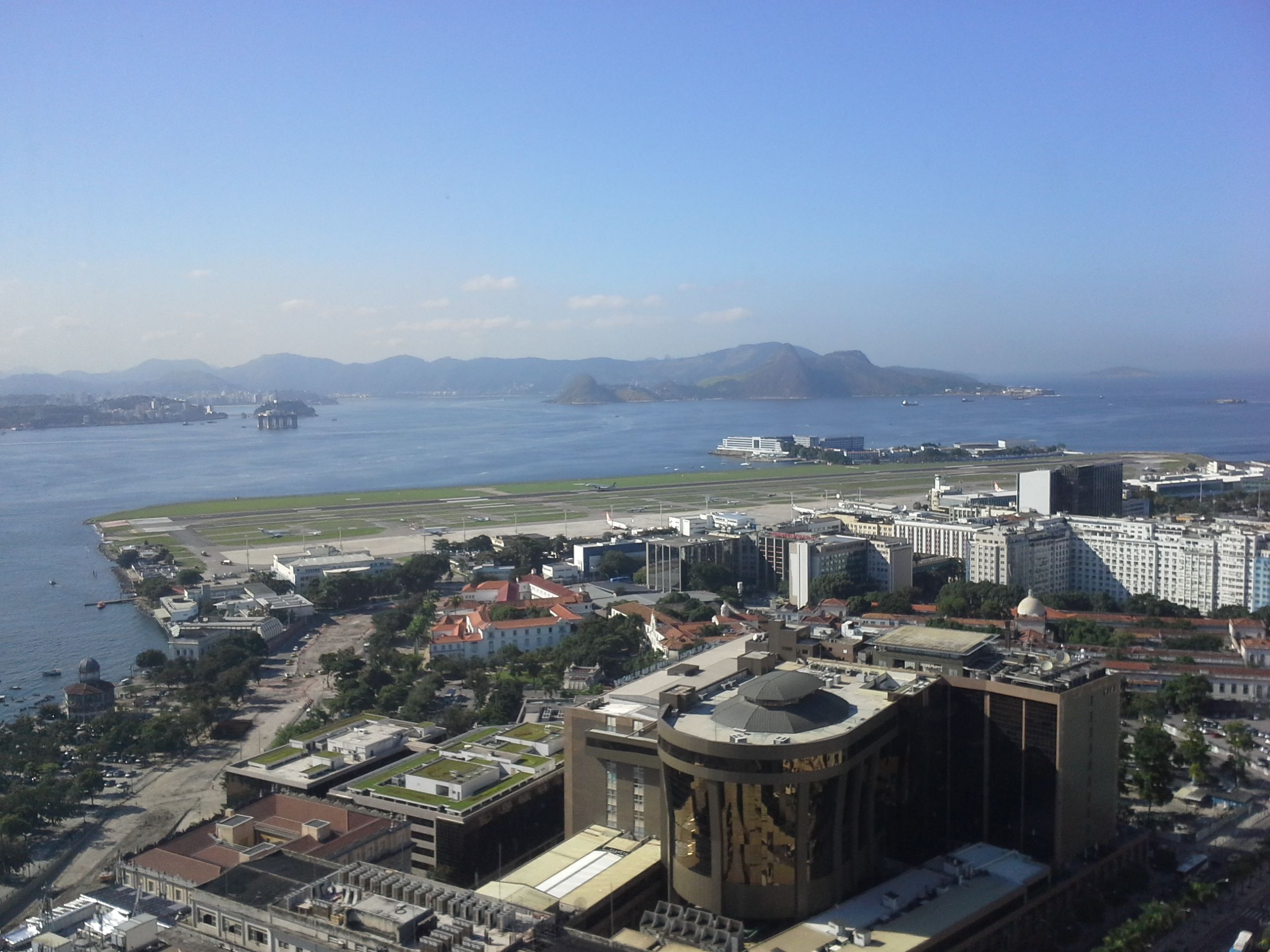
聖杜蒙特機場

- 里约热内卢-加利昂国际机场：所有國際航班以及部分國內長距離航機會使用此機場。
- 聖杜蒙特機場：里約熱內盧首個機場及前國際機場。部分航班是通往里約熱內盧省，特別是北方生產石油的城市。
- Aeroporto de Jacarepaguá :位於Barra da Tijuca區。現時由Aeroclube do Brasil（巴西飛行協會）管理，負責小型飛機的升降。 - São Paulo Air Shuttle Service since it is just inside Barra, the city's fastest-growing district.
- Campo dos Afonsos:軍用機場，當巴西空軍舉行航空展時會使用。另外亦舉辦MUSAL（Museu Aero-Espacial），是拉丁美州其中一個大型航空展覽。
- Santa Cruz Air Base：軍用機場。

### 港口
里約熱內盧港是巴西貨運量第三大的港口，也是遊輪的中心。它位於瓜納巴拉灣的西海岸，服務於里約熱內盧、聖保羅、米納斯吉拉斯州和聖埃斯皮里圖州等地。該港口由里約熱內盧碼頭公司管理。里約熱內盧港的範圍從東部的毛亞碼頭到北部的腰果碼頭。擁有近七千公尺（2.3萬英尺）的貨櫃碼頭和一個 883公尺（2,897 英尺）的碼頭。

### 公共交通

里約熱內盧地鐵和巴士綜合路線圖

在里約熱內盧，公共汽車是主要的公共交通工具。除城際線路外，還有近440條市政公交線路，每天服務超過400萬人次乘客。然便宜和頻密，但是市內有交通政策以減少市內堵車及增加乘客流量。
人們在里約熱內盧乘坐公共交通工具的平均時間為95分鐘，例如上下班的尖峰時間。32%的公共交通乘客每天騎行超過兩個小時。人們在車站或車站等待公共交通的平均時間為19分鐘，而 35% 的乘客平均每天等待超過20分鐘。人們通常乘坐公共交通工具單次出行的平均距離為12.3公里，而37%的人單程出行超過12公里。

## 當地名人
- 阿多佛·魯茲（Adolfo Lutz），物理及科學家
- 阿德里亞諾，足球運動員
- 布鲁诺·巴列托（Bruno Barreto），電影導演
- 卡洛斯·查格斯·菲利欧（Carlos Chagas Filho），物理及科學家
- 卡洛斯·拉克德（Carlos Lacerda），里約熱內盧市長
- 卡罗莉娜·索尔伯格·萨尔加多（Carolina Solberg Salgado），沙灘排球運動員
- 奇哥·布亞奇（Chico Buarque），作曲家、歌手、作家
- 布鲁诺·坎波斯（Bruno Campos），演員
- 菲南妲·蒙坦納葛羅（Fernanda Montenegro），演員
- 費爾南多·恩里克·卡多佐，社會學家，兩任巴西總統
- 加林查，足球運動員
- 伊斯梅尔·席尔瓦（Ismael Silva），歌手兼作曲家
- 伊莎贝尔·克拉克（Isabel Clark），滑板運動員
- 佐格·本·佐（Jorge Ben Jor），歌手及作曲家
- 马查多·德·阿西斯，作家
- 瑪麗莎·蒙特（Marisa Monte），歌手兼作曲家
- 米爾頓·納奇曼托（Milton Nascimento），歌手兼作曲家
- 尼爾森·皮奎，賽車手
- 挪埃·何沙，歌手兼作曲家
- 奧斯卡·尼邁耶，建築設計師
- 帕乌林霍·达维奥拉（Paulinho da Viola），森巴舞高手
- 保羅·科爾賀，作家
- 羅馬里奧，足球運動員
- 羅納度（罗纳尔多），足球運動員
- 塞尔希奥·比埃拉·德梅洛（Sérgio Vieira de Mello），外交官
- 西尔维奥·桑托斯（Silvio Santos），電視台老闆
- 華特·沙勒斯（Walter Salles），電影導演
- 济科，足球運動員及教練

## 教育
葡萄牙語是巴西官方的國家語言，因此也是里约热内卢學校教授的主要語言。英語和西班牙語也是教育官方課程的一部分，此外里约热内卢也設有國際學校，如里約熱內盧美國學校、仁慈聖母學校、SIS 瑞士國際學校等。

### 教育機構
里约热内卢設有超過137所高等學府、國立大學、私立大學、研究所等。巴西教育部已在里約認證了大約99所高等院校。其中城市最知名的大學是里约热内卢联邦大学（UERJ）它是巴西最大的聯邦大學，也是巴西卓越的教學和研究中心之一。其他著名的大學包含里約熱內盧州聯邦大學（UNIRIO）；里約熱內盧州立大學（UERJ）；里約熱內盧聯邦農村大學（UFRRJ）；弗魯米嫩塞聯邦大學（UFF）；里約熱內盧天主教大學（PUC-Rio）；热图利奥•瓦加斯基金会（FGV）；軍事工程學院（IME）；里約熱內盧電子科學高等技術學院（IST-Rio）；宣傳與營銷學院（ESPM）；巴西物理研究中心（CBPF）；國家純粹與應用數學研究所（IMPA）；里約熱內盧高等教育學院 (ISERJ) 和里約熱內盧聯邦科技教育中心(CEFET/RJ)。

## 友好城市

### 姐妹城市
里约热内卢與下列城市結成姊妹城市:
- 葡萄牙 阿加尼爾[78]
- 美国 亞特蘭大[79]
- 巴库[80]
- 西班牙 巴塞隆納[80]
- 中国 北京[81]
- 黎巴嫩 貝魯特[82]
- 葡萄牙 布拉加[83]
- 阿根廷 布宜諾斯艾利斯[84]
- 釜山[85]
- 南非 開普敦[80]
- 摩洛哥 卡薩布蘭卡[86]
- 德国 科隆[80]
- 葡萄牙 基馬拉斯自治市[87]
- 中国 貴陽[88]
- 土耳其 伊斯坦堡[80]
- 乌克兰 基輔[89]
- 日本 神戶[90]
- 巴基斯坦 拉哈爾[91]
- 葡萄牙 里斯本[92]
- 英国 利物浦[93]
- 西班牙 馬德里[94]
- 法國 蒙彼利埃[95]
- 法國 尼斯[96]
- 奈羅比
- 美国 奧克拉荷馬市[97]
- 葡萄牙 奧良[98]
- 拉馬干[99]
- 俄羅斯 聖彼得堡[100]
- 撒馬爾罕[101]
- 西班牙 聖克魯斯省[102]
- 葡萄牙 維亞納堡[103]
- 葡萄牙 維塞烏[104]
- 波蘭 華沙[105]

### 夥伴城市
里約熱內盧與下列城市結成夥伴城市:
- 德国 柏林[106]
- 美国 堪薩斯城[107]
- 俄羅斯 莫斯科[108]
- 美国 紐約[109]
- 法國 巴黎[110]
- 美国 費城[111]
- 日本 東京[112]
- 加拿大 多倫多[113]
- 亞美尼亞 葉里溫[114]

### 伊比利亞美洲首都城市聯盟
里約熱內盧是伊比利亞美洲首都城市聯盟的一部分。